# 御船町立七滝中学校
御船町立七滝中学校（みふねちょうりつななたきちゅうがっこう）は、かつて熊本県上益城郡御船町にあった公立中学校。

## 沿革
- 1947年 - 七滝村立七滝中学校開校
- 1955年 - 町村合併に伴い、御船町立七滝中学校と改称
- 2007年 - 御船中学校へ統合

## 周辺
- 国道221号